# 22 Baza Lotnicza

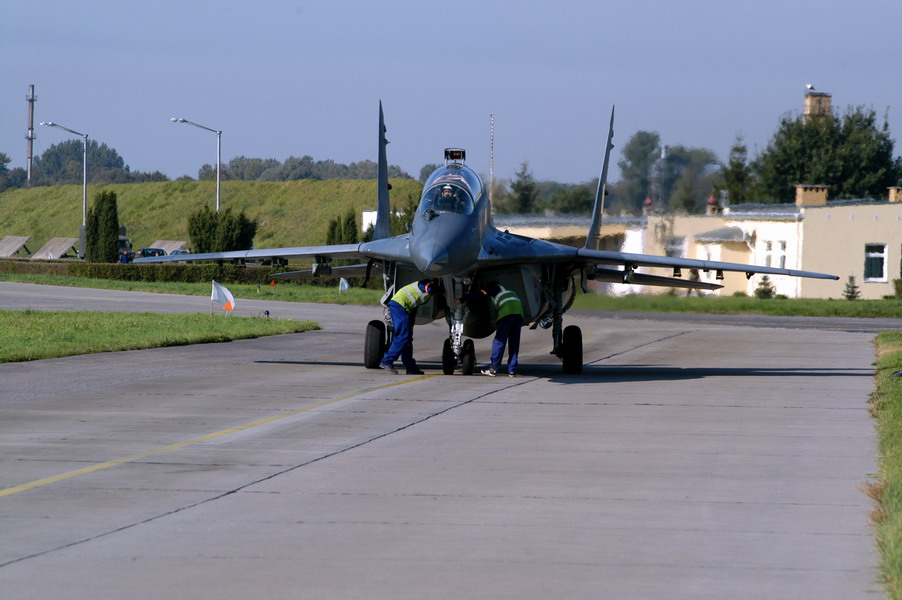
MiG-29 na lotnisku 22 Bazy Lotniczej. Rok 2006

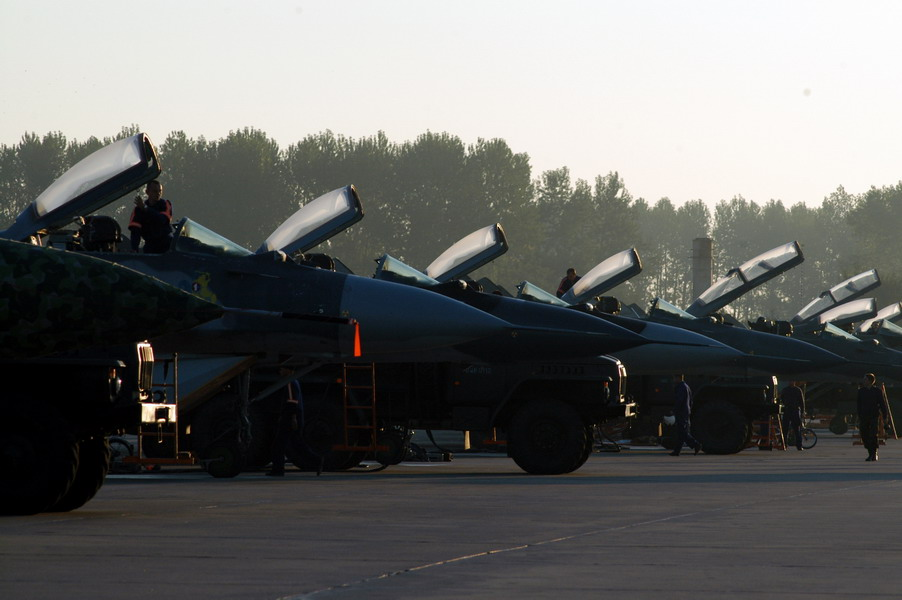
Samoloty MiG-29 na lotnisku 22 Bazy Lotniczej. Rok 2006

22 Baza Lotnicza - wojskowa baza lotnicza zlokalizowana ok. 7 km na wschód od centrum Malborka w pobliżu wsi Królewo Malborskie. JW 1128.

## Historia
Baza została sformowana 1 stycznia 2001 roku w oparciu o likwidowany 41 Pułk Lotnictwa Myśliwskiego. Bazą podporządkowano 2 Korpusowi Obrony Powietrznej. Jednym z zadań bazy było zabezpieczenie 41 Eskadry Lotnictwa Taktycznego.
W roku 2002 decyzją nr 121/MON z 8 maja 2002 ustalono święto bazy na dzień 22 kwietnia. Również w tym samym roku została ustanowiona odznaka pamiątkowa 21 Bazy Lotniczej (Decyzją nr 200/MON z dnia 16 lipca 2002 r.).
27 kwietnia 2002 roku miała miejsce uroczystość nadania bazie sztandaru. W listopadzie 2006 roku z inicjatywy Rady Ochrony Pamięci Walk i Męczeństwa sztandar jednostki odznaczono Złotym Medalem Opiekun Miejsc Pamięci Narodowej.
W roku 2006 bazę podporządkowano 1 Brygadzie Lotnictwa Taktycznego z dowództwem w Świdwinie (od 2009 roku - 1 Skrzydło Lotnictwa Taktycznego).
W związku z reorganizacją Sił Powietrznych, 31 grudnia 2010 roku 22 Baza Lotnicza została rozwiązana. Na jej bazie z dniem 1 stycznia 2011 roku powstała  22 Baza Lotnictwa Taktycznego.

## Dowódcy
- płk dypl. pil. Eugeniusz Gardas (od sformowania – 3 lipca 2007 )
- płk dypl. pil. Robert Dziadczykowski (3 lipca 2007 – do rozwiązania)

## Tradycje
22 Baza Lotnica decyzją Ministra ON nr 264/MON z 30 czerwca 2006 dziedziczy i kultywuje tradycje następujących jednostek:
- 1 Dywizja Lotnicza (1944)
- 4 Mieszana Dywizja Lotnicza (1944-1945)
- 1 Pomorska Mieszana Dywizja Lotnicza (1945-1946)
- 9 Dywizja Lotnictwa Myśliwskiego (1952-1967)
- Pomorska Dywizja Lotnictwa Myśliwskiego (1967-1991)